# To co masz Ty!
To co masz Ty! – drugi singel polskiego piosenkarza Dawida Podsiadły z jego czwartego albumu studyjnego, zatytułowanego Lata dwudzieste. Singel został wydany 7 października 2022.
Kompozycja znalazła się na 1. miejscu listy AirPlay – Top, najczęściej odtwarzanych utworów w polskich rozgłośniach radiowych. Nagranie otrzymało w Polsce status diamentowego singla, przekraczając liczbę 250 tysięcy sprzedanych kopii.

## Geneza utworu i historia wydania
Piosenka została napisana i skomponowana przez Dawida Podsiadło i Jakuba Galińskiego, który również odpowiada za produkcję piosenki.
Singel ukazał się w formacie digital download 7 października 2022 w Polsce za pośrednictwem wytwórni płytowej Pur Pur w dystrybucji Sony Music Entertainment Poland. Piosenka została umieszczona na czwartym albumie studyjnym Podsiadły – Lata dwudzieste.

## „To co masz Ty!” w stacjach radiowych
Nagranie było notowane na 1. miejscu w zestawieniu AirPlay – Top, najczęściej odtwarzanych utworów w polskich rozgłośniach radiowych.

## Teledysk
Do utworu powstał teledysk w reżyserii Filipa Załuskiego, który udostępniono w dniu premiery singla za pośrednictwem serwisu YouTube.
Wideo znalazło się na 1. miejscu na liście najczęściej odtwarzanych teledysków przez telewizyjne stacje muzyczne.

## Lista utworów
- Digital download[2]

1. „To co masz Ty!” – 3:35

## Notowania
| Kraj   | Lista (2022–23)          | Najwyższa pozycja |
| ------ | ------------------------ | ----------------- |
| Polska | Billboard Poland Songs   | 3                 |
| Polska | OLiS – single w streamie | 12                |

| Kraj   | Lista (2022)      | Najwyższa pozycja |
| ------ | ----------------- | ----------------- |
| Polska | AirPlay – Top     | 1                 |
| Polska | AirPlay – Nowości | 1                 |
| Polska | AirPlay – TV      | 1                 |

| Kraj   | Lista (2022)                   | Pozycja |
| ------ | ------------------------------ | ------- |
| Polska | AirPlay – Top                  | 43      |
| Polska | Lista (2023)                   | Pozycja |
| Polska | OLiS – single w streamie       | 35      |
| Polska | OLiS – oficjalna lista airplay | 68      |

## Certyfikaty
| Kraj          | Certyfikat       | Sprzedaż |
| ------------- | ---------------- | -------- |
| Polska (ZPAV) | diamentowa płyta | 250 000+ |

## Wyróżnienia
| Rok  | Konkurs                  | Kategoria                   | Rezultat    |
| ---- | ------------------------ | --------------------------- | ----------- |
| 2022 | Gorąca 100               | 100 największych hitów 2022 | 25. miejsce |
| 2022 | Przebój roku RMF FM 2022 | Przebój roku                | 3. miejsce  |